# Torre d’Alcalfar
Der Torre d’Alcalfar oder Torre de Alcaufar ist ein Wehrturm am Kap Punta del Morro d’Alcalfar in der Gemeinde Sant Lluís auf der Baleareninsel Menorca. Gemeinsam mit dem ebenfalls 1787 fertiggestellten Torre de Son Ganxo diente er den Briten als Vorbild für die elf Martello-Türme, die sie von 1798 bis 1802 an den Küsten der Insel errichteten.

## Beschreibung
Der Turm wurde von 1786 bis 1787 nach Plänen des Militäringenieurs Ramón Santander errichtet, um die flache Küste im Südosten Menorcas gegen Überfälle algerischer Piraten zu schützen. Der runde, robust gebaute Turm ist fast zylindrisch, verjüngt sich nach oben aber geringfügig. Er ist aus Naturstein, dem für die Balearen typischen Marès, gemauert und außen mit großen Steinblöcken verkleidet. Die Mauer ist seeseitig verstärkt, um dem Beschuss aus Schiffskanonen größeren Widerstand entgegenzusetzen. Der Turm besteht aus drei Ebenen, deren Böden auch von außen durch vorspringende Mauersteine gut zu erkennen sind.
Der Zugang erfolgte ursprünglich nur durch eine landseitige Tür in der mittleren Ebene, die über eine einziehbare Leiter zu erreichen war. Er konnte durch darüber befindliche Maschikulis in der Brüstung der Dachplattform verteidigt werden. Der ins Innere führende Gang war außerdem durch ein Mordloch geschützt, das gleichzeitig für den Transport von Munition auf die obere Plattform genutzt wurde. Das Erdgeschoss war in drei Räume aufgeteilt, in denen Munition, Schießpulver und Proviant gelagert wurden. In der mittleren Ebene befand sich das Quartier der Besatzung. Über eine Wendeltreppe in der Mauer konnte die mit Kanonen bestückte Plattform auf dem Dach des Turms erreicht werden.
Die ausgeklügelten Konstruktionsprinzipien des Turms überzeugten die Briten, sie für ihre eigenen Küstentürme auf der Insel zu übernehmen. Auch Martello-Türme in Irland wurden ab 1804 nach diesem Vorbild errichtet.

## Heutiger Zustand
Der Turm wurde 1994 aufwendig restauriert, wird gegenwärtig aber nicht genutzt. Sein Eingang befindet sich heute zu ebener Erde.
Schon seit 1985 steht der Torre d’Alcalfar unter Denkmalschutz. Er ist beim spanischen Kulturministerium unter der Nummer R-I-51-0008583 registriert.